# Замойська ординація

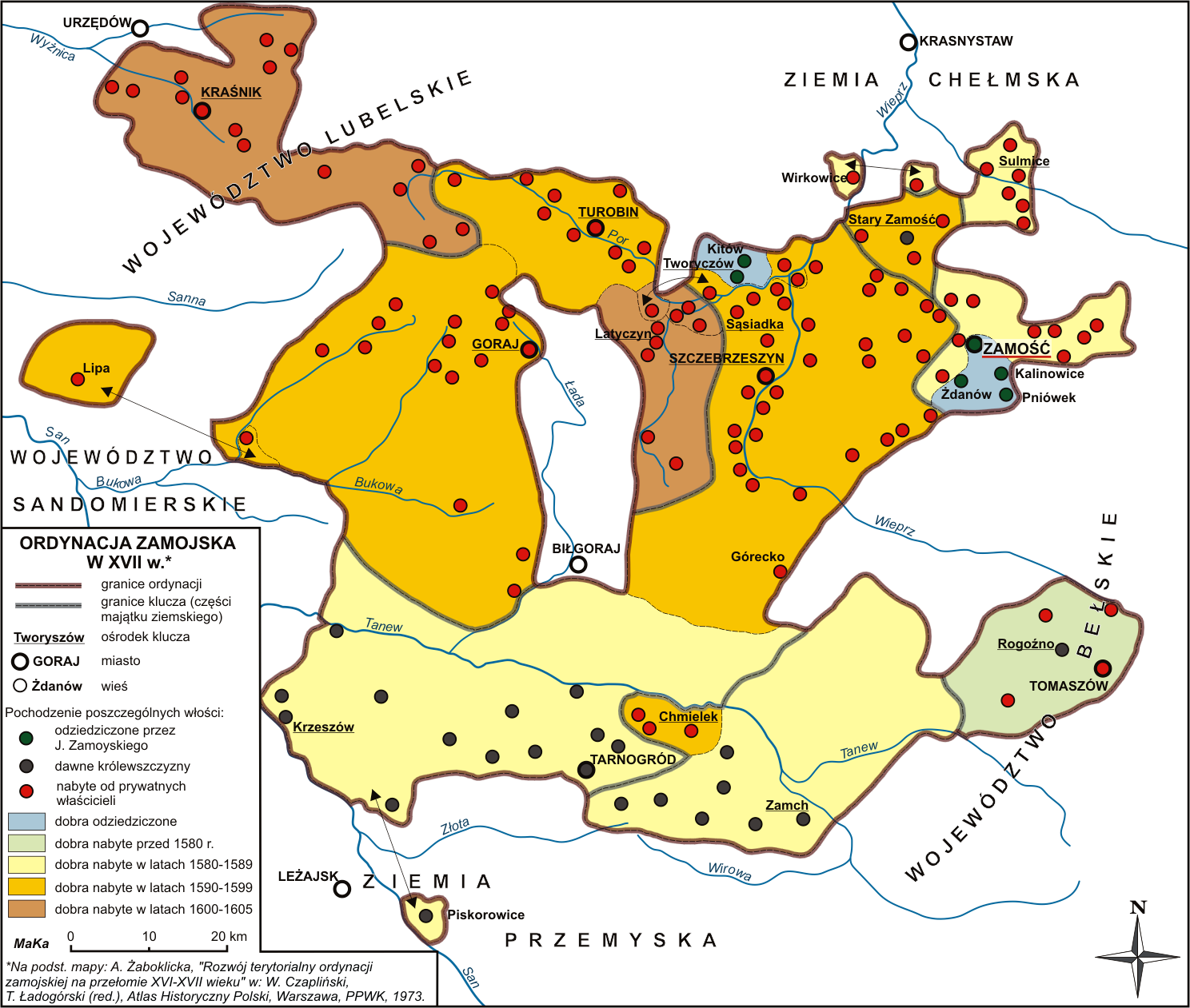
Територія Замойської ординації на початку XVII ст.

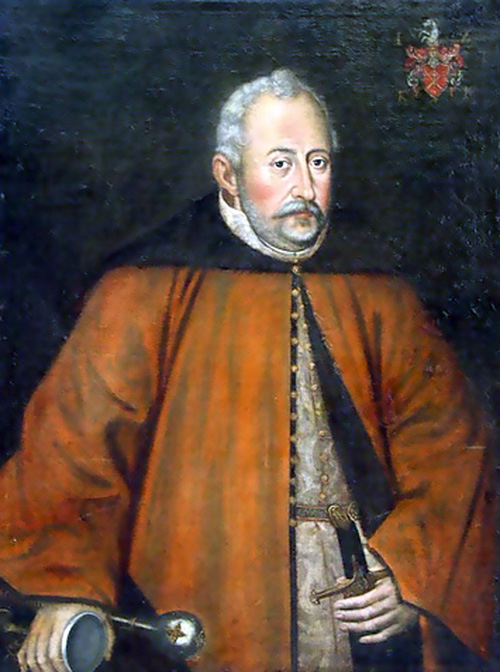
Ян Замойський (1542—1605), 1-й ординат на Замостя (1589—1605)

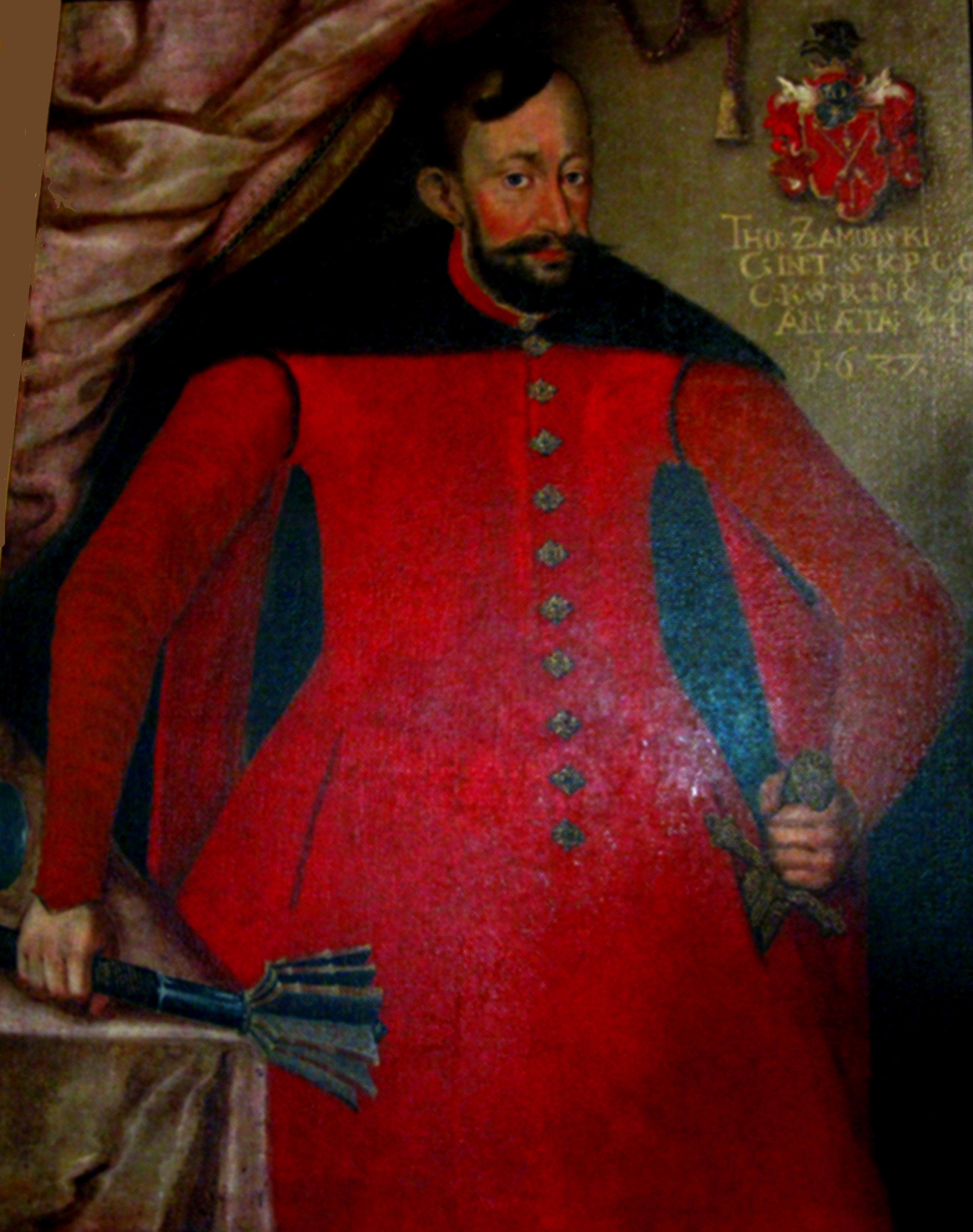
Томаш Замойський (1594—1638), 2-й ординат Замойський (1605—1638)

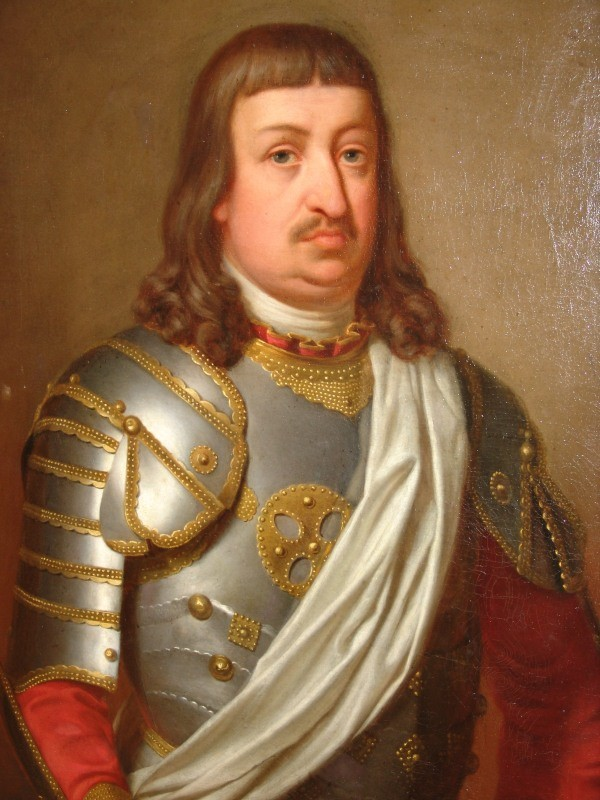
Ян Собіпан Замойський (1627—1665), 3-й ординат Замойський (1638—1665)

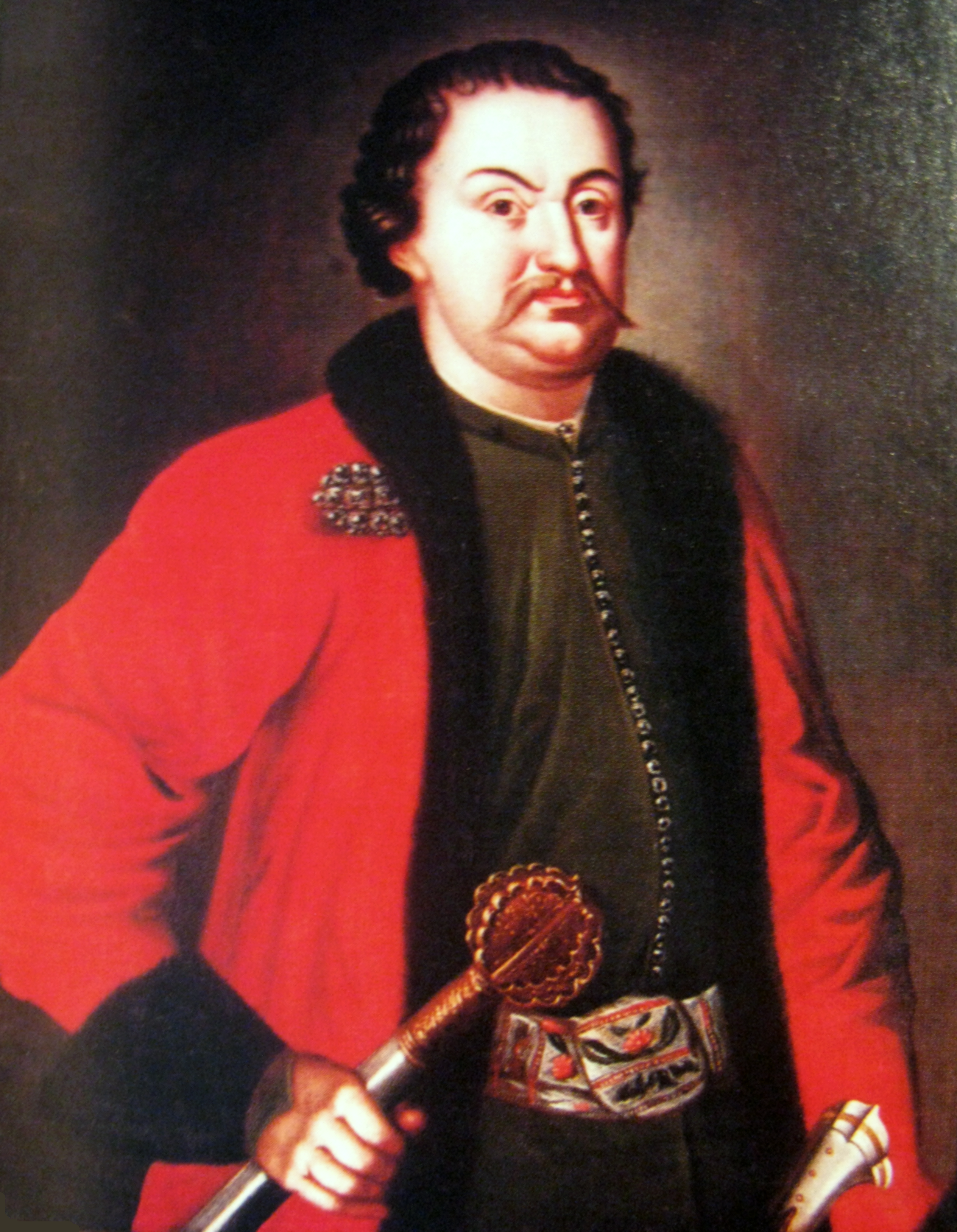
Марцін Замойський (бл. 1637—1689), 4-й ординат Замойський (1676—1689)

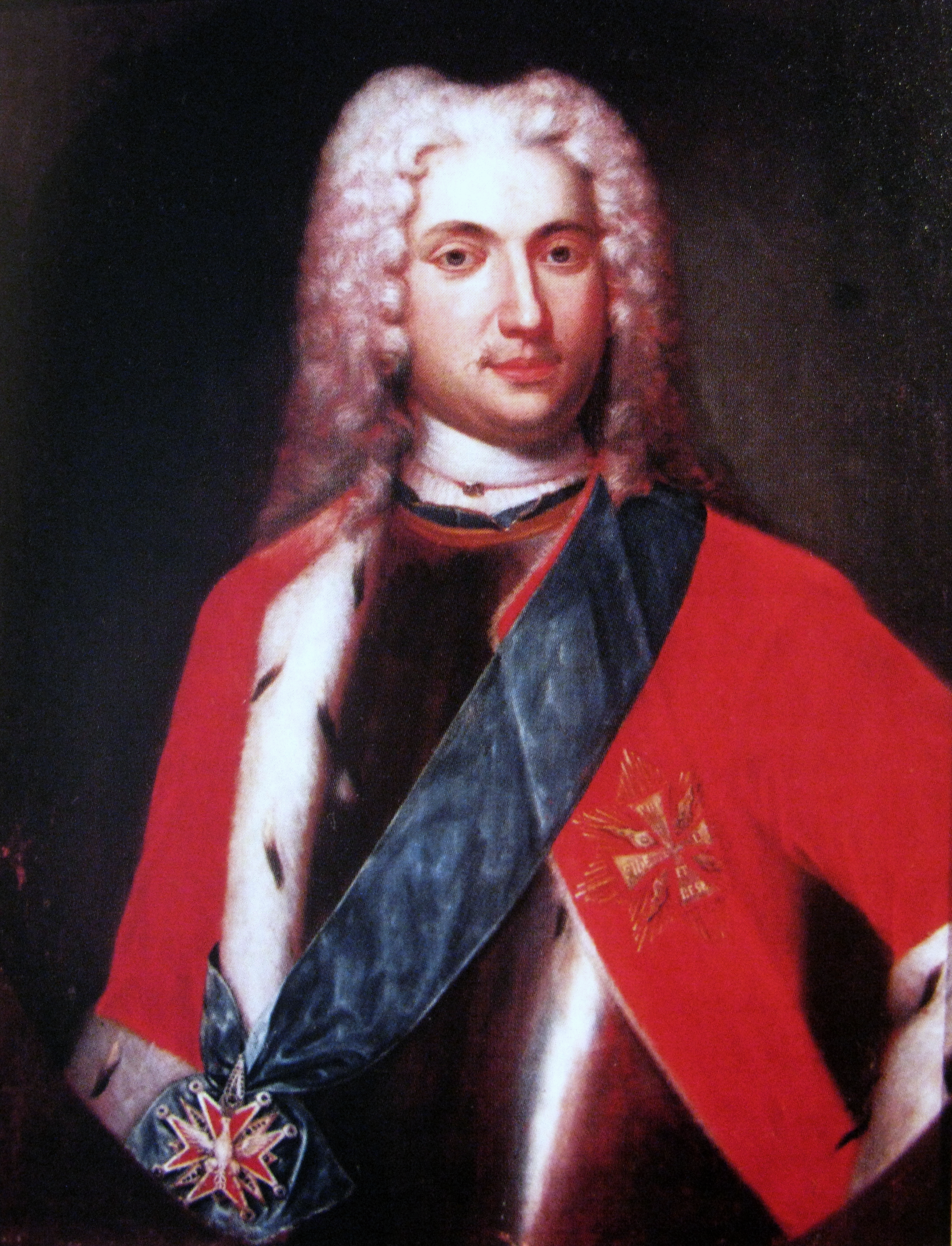
Томаш Юзеф Замойський (бл. 1678—1725), 5-й ординат Замойський (1704—1725)

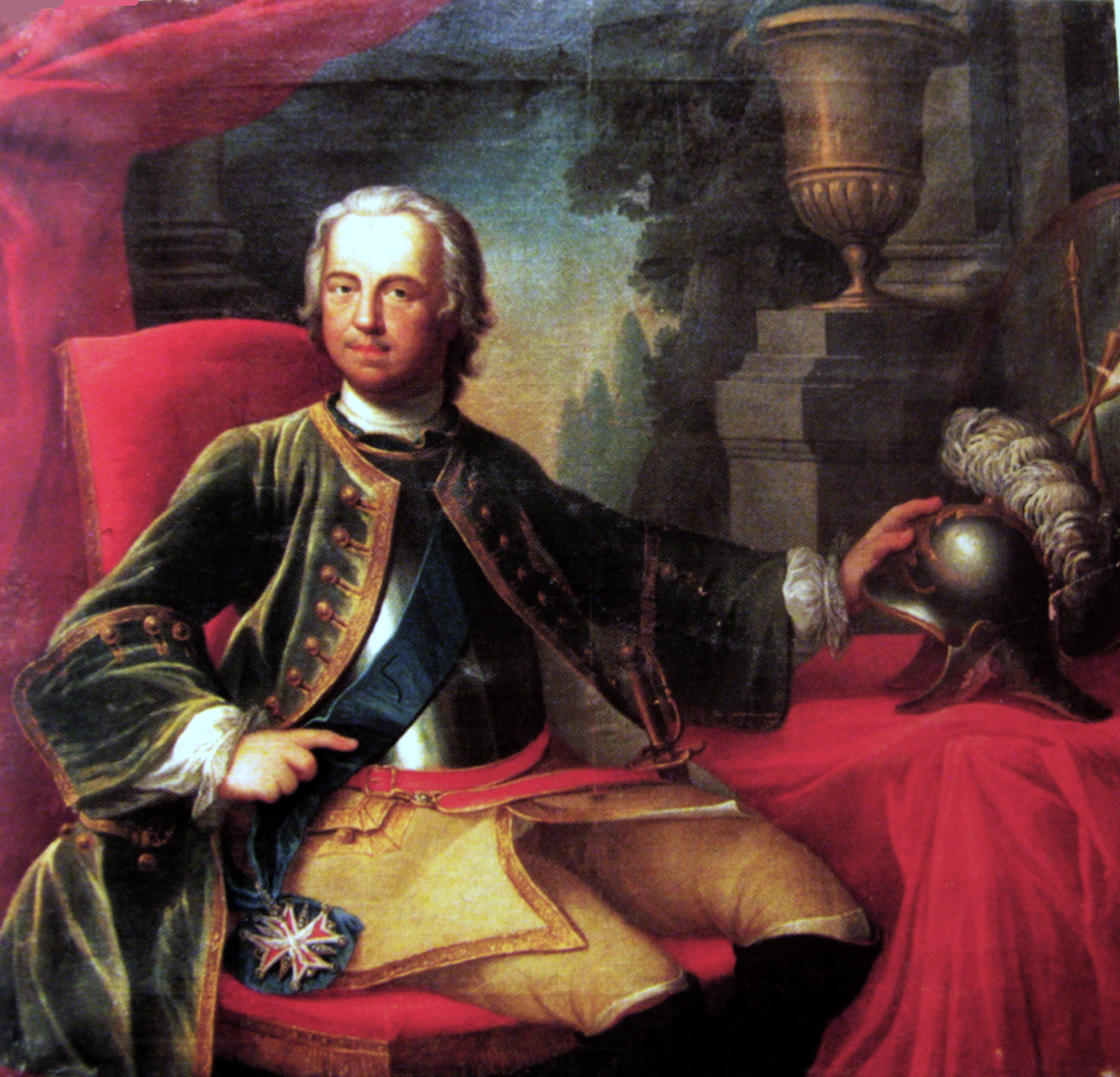
Міхал Здзіслав Замойський (бл. 1679—1735), 6-й ординат Замойський (1725—1735)

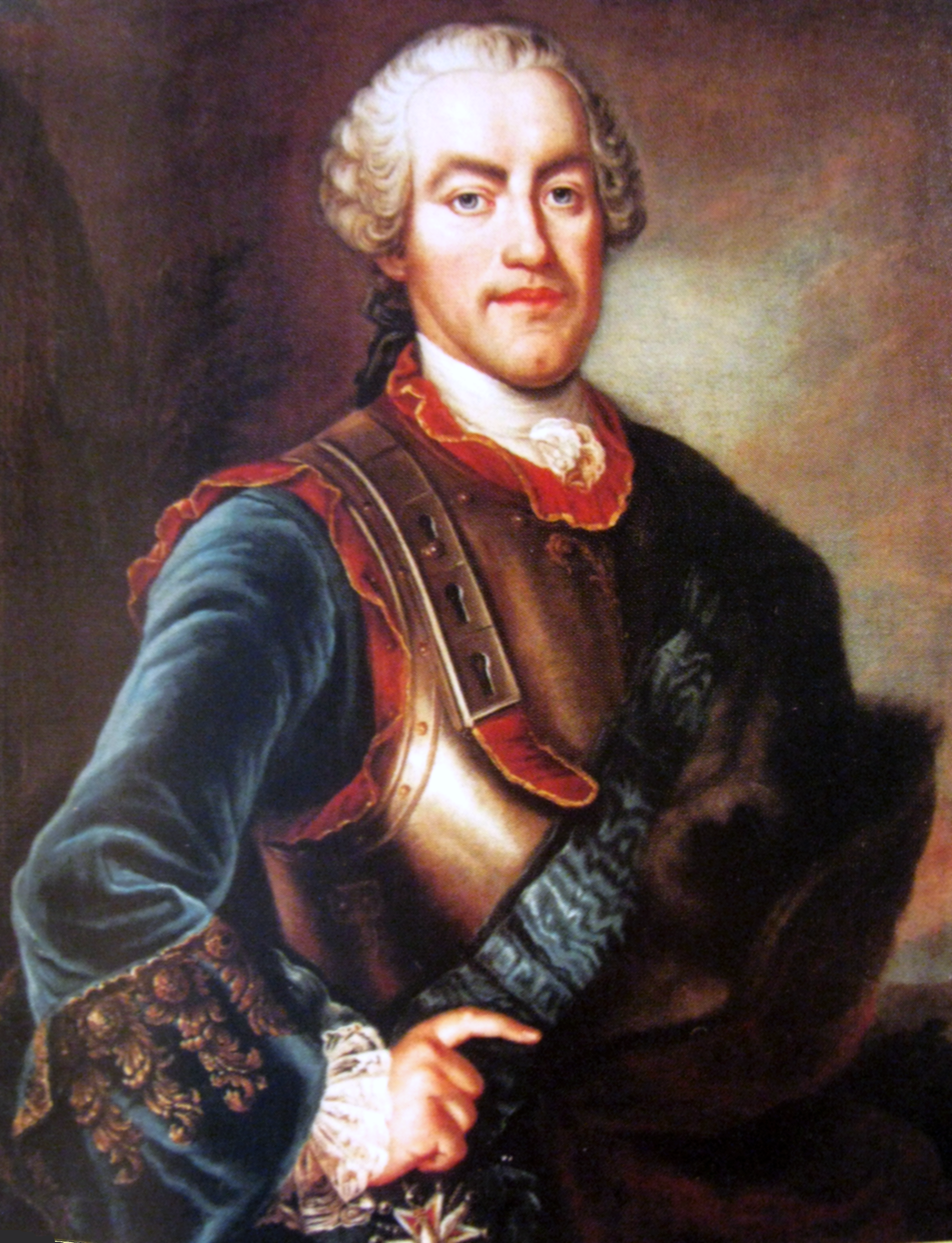
Томаш Антоній Замойський (1707—1752), 7-й ординат Замойський (1735—1752)

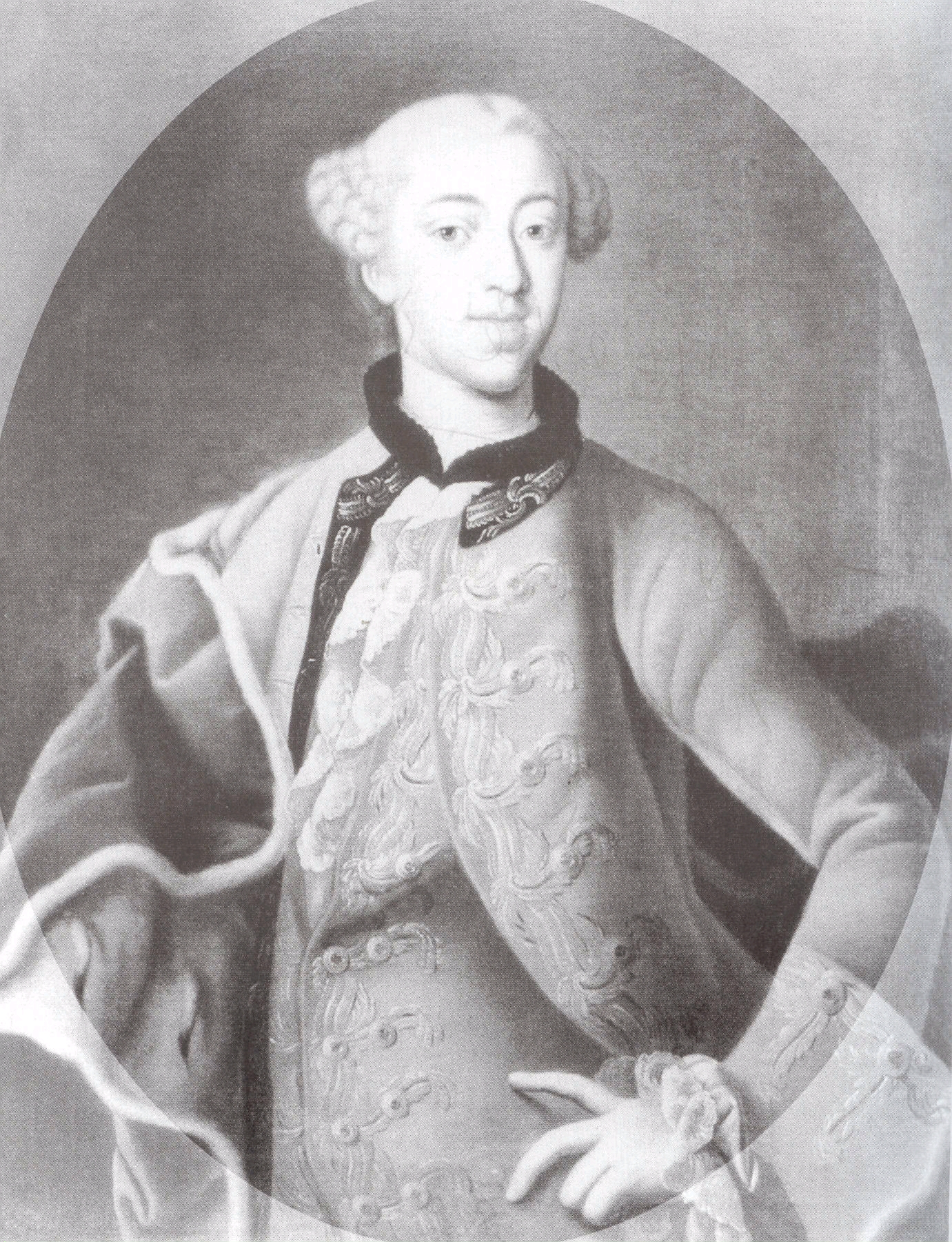
Клеменс Єжи Замойський (1747—1767), 8-й ординат Замойський (1760—1767)

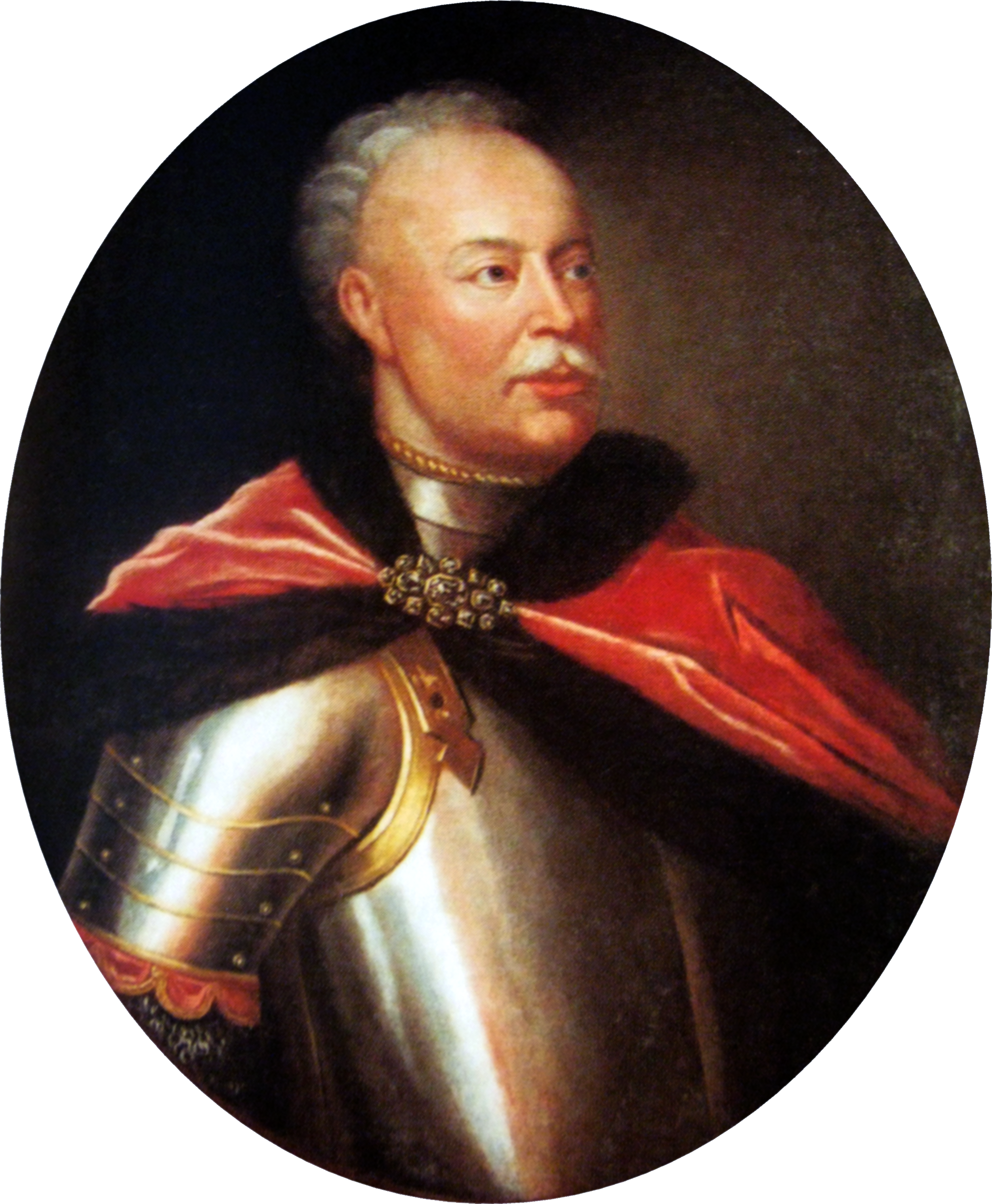
Ян Якуб Замойський (1716—1790), 9-й ординат Замойський (1767—1790)

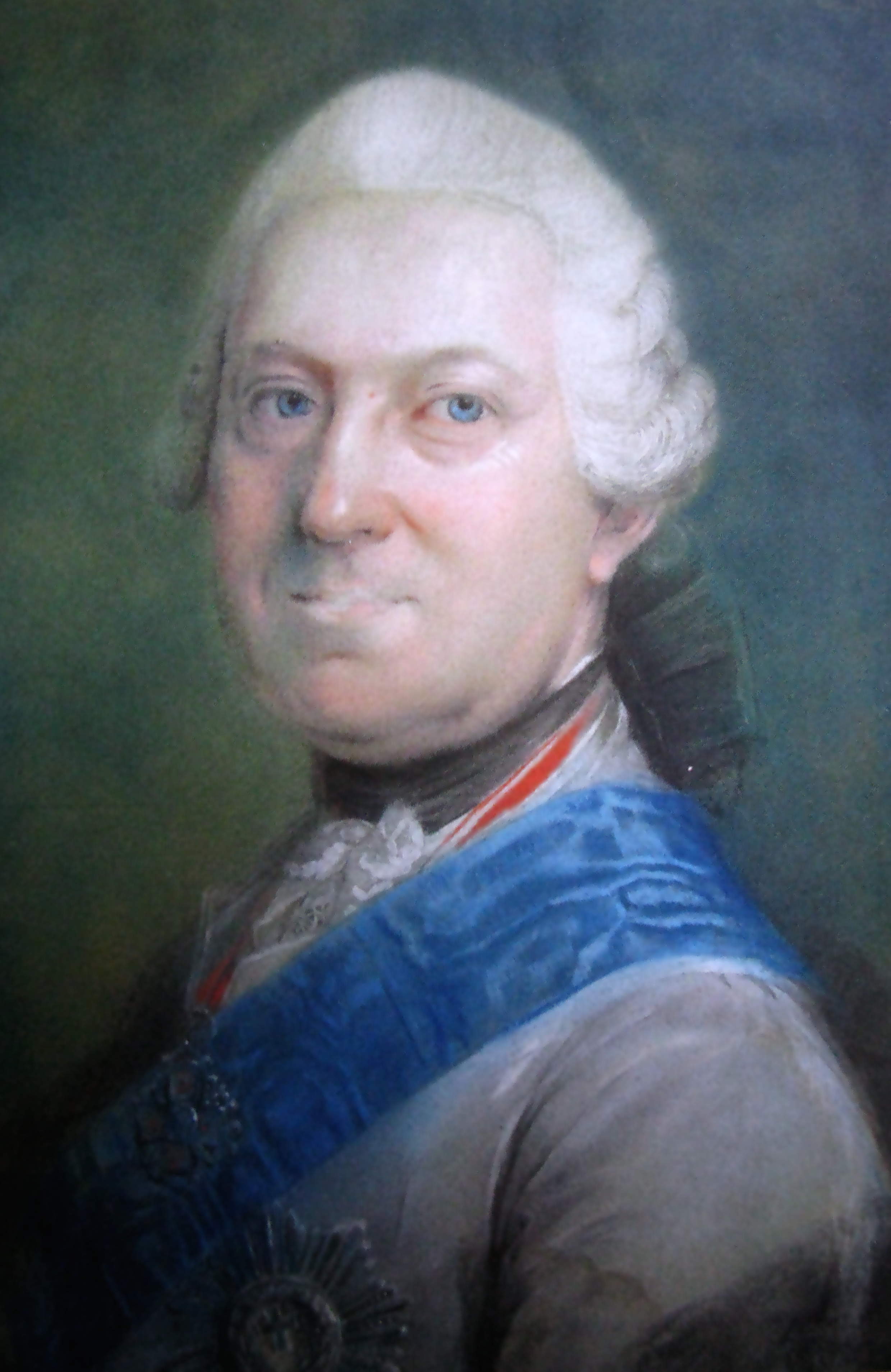
Анджей Ієронім Замойський (1716—1792), 10-й ординат Замойський (1790—1792)

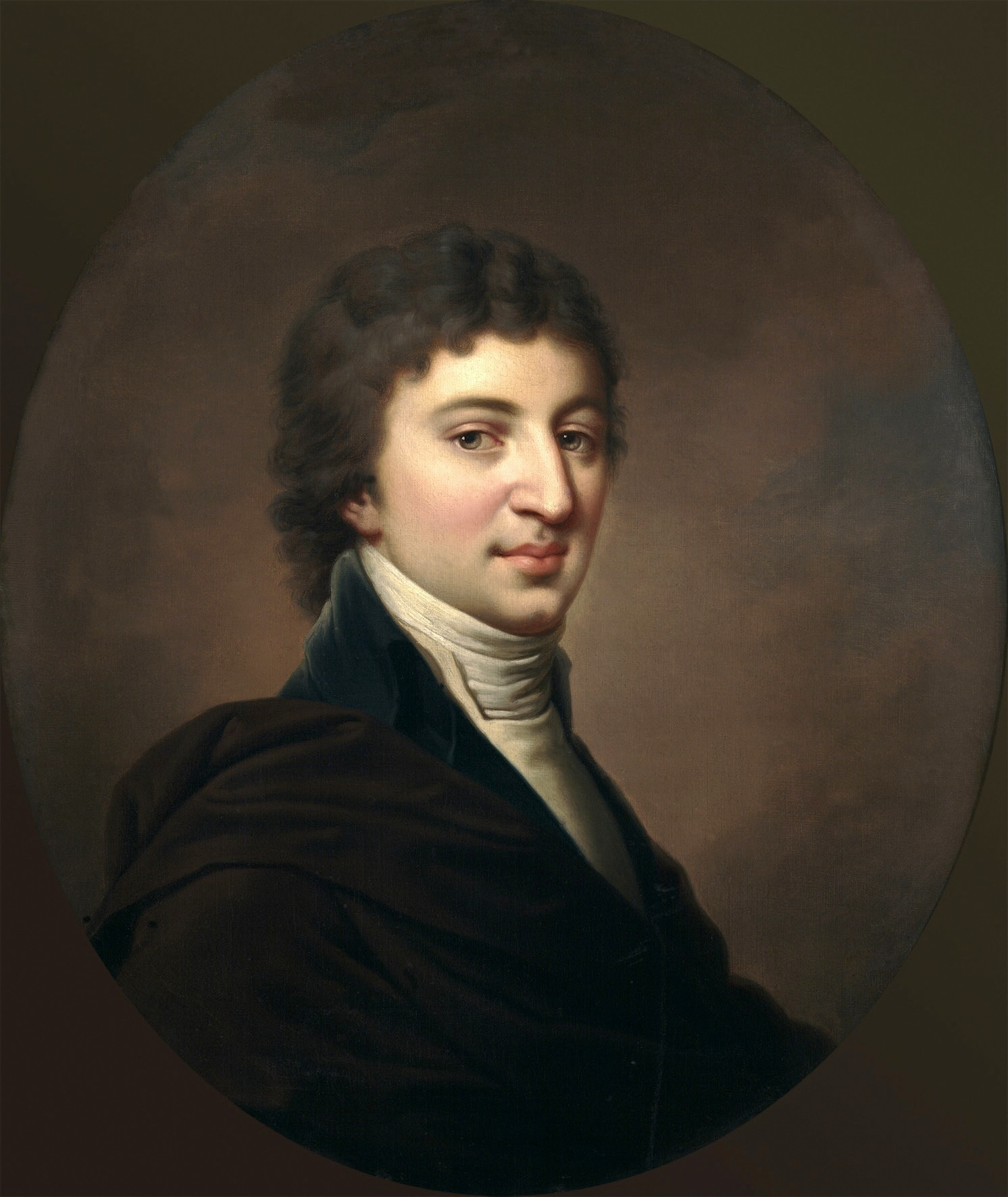
Александр Август Замойський (1770—1800), 11-й ординат Замойський (1792—1800)

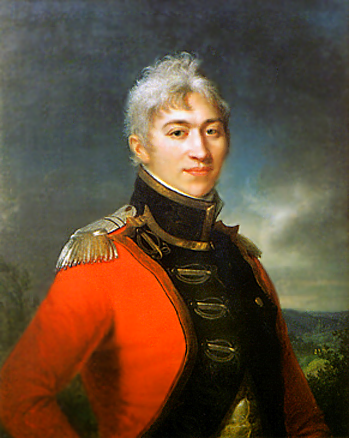
Станіслав Костка Замойський (1775—1856), 12-й ординат Замойський (1800—1856)

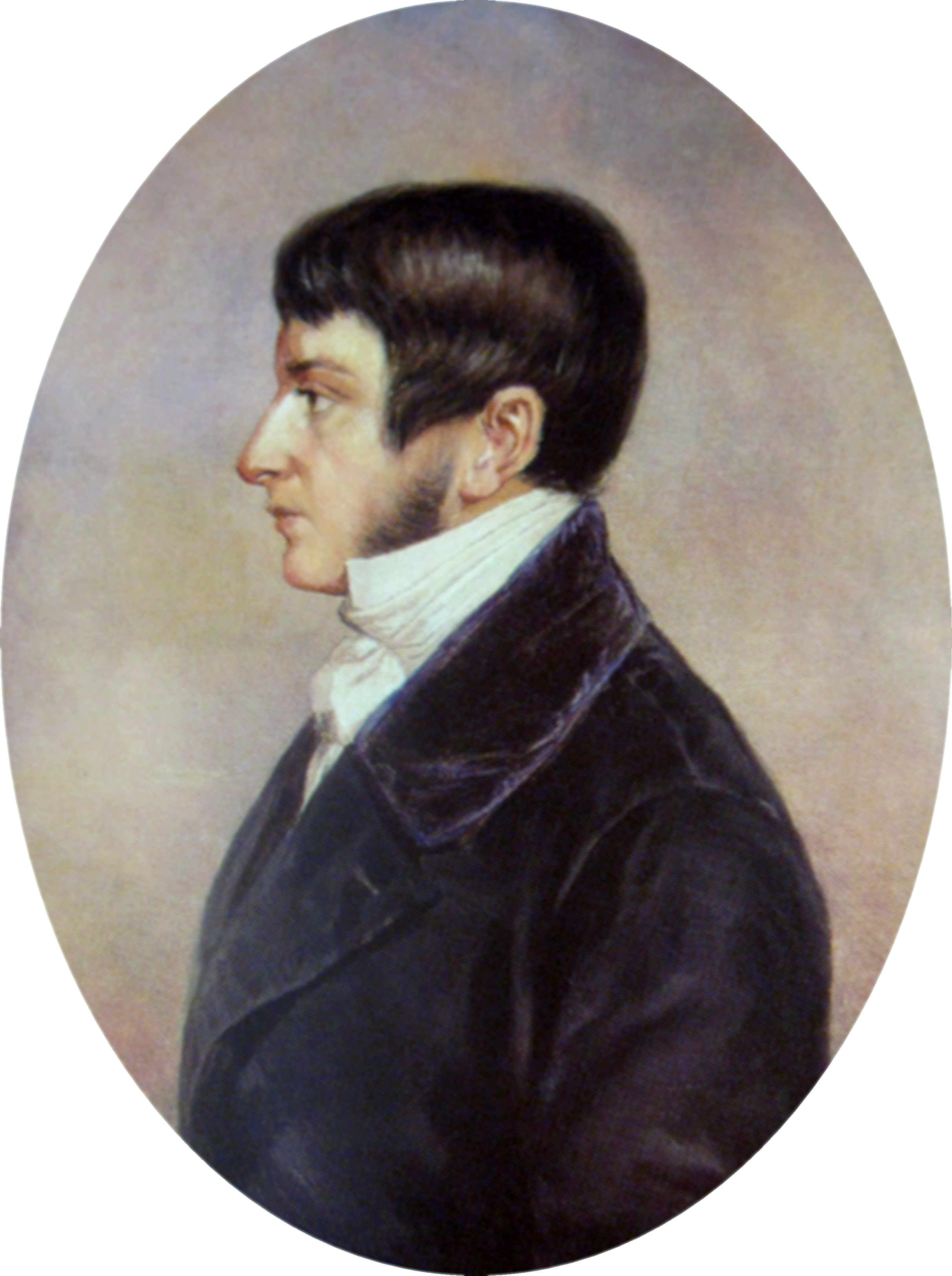
Костянтин Замойський (1799—1866), 13-й ординат Замойський (1856—1866)

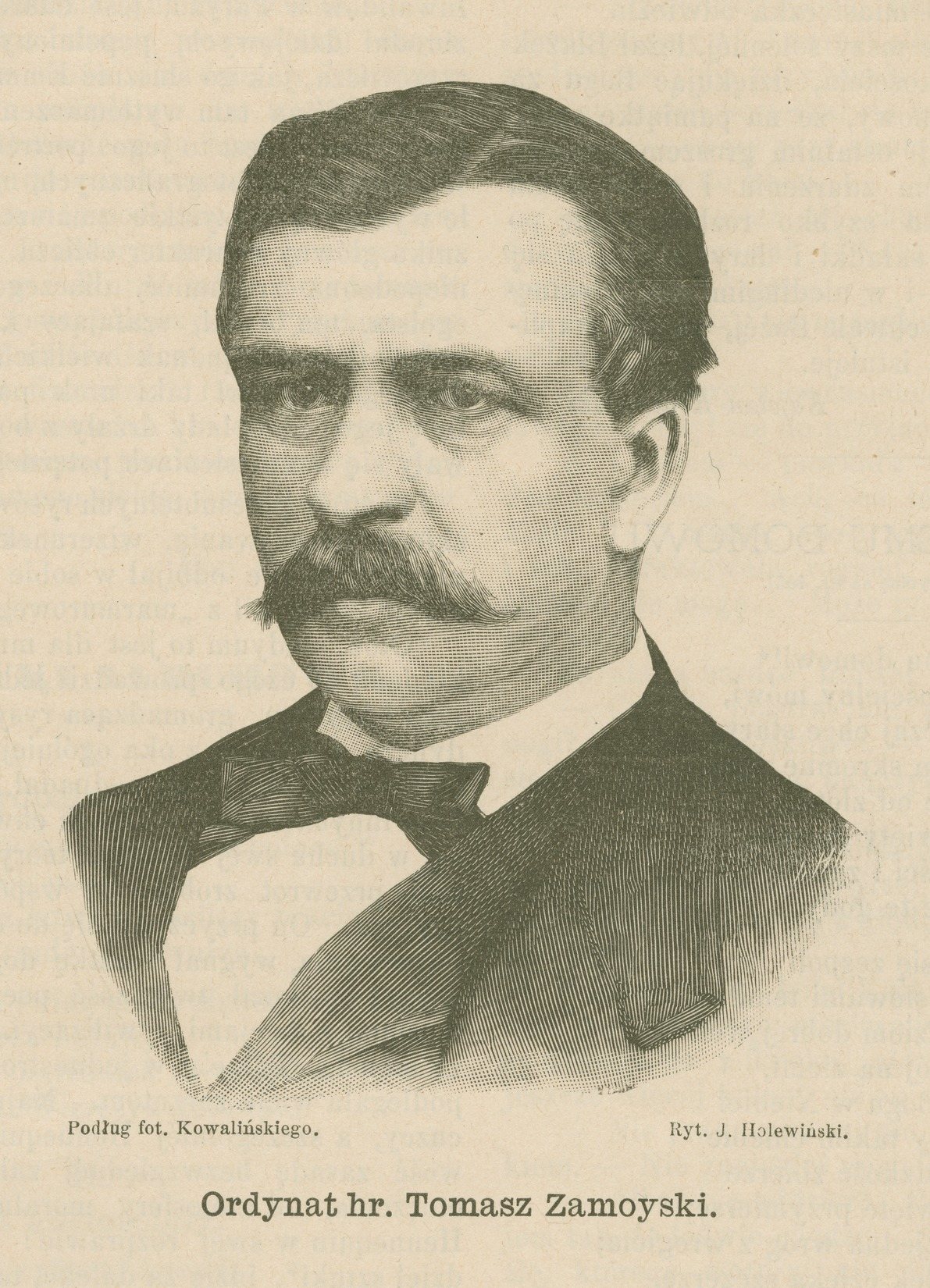
Томаш Францішек Замойський (1832—1889), 14-й ординат Замойський (1866—1889)

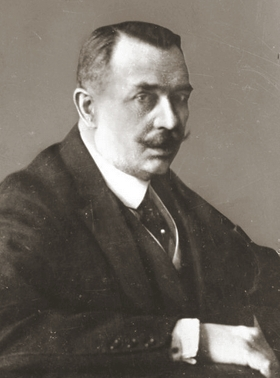
Маврицій Клеменс Замойський (1871—1939), 15-й ординат Замойський (1889—1939)

Замойська ординація або Замойський майорат (пол. Ordynacja Zamojska) — одна з перших магнатських ординацій у Речі Посполитій, заснована для видного польського діяча Яна Замойського (1542—1605) та затверджена актом Сейму від 8 липня 1589 року. Ординацію ліквідували після Другої світової війни в межах земельної реформи.

## Створення ординації
Замойська ординація була другою після ординації Радзивіллів, створеної трьома роками раніше. Ординація є неподільною власністю, що успадковується старшим нащадком родини. Майорат був створений шляхом виключення певної земельної ділянки із загальних положень закону і наділення її особливим положенням, яке затверджував Сейм. Згідно зі статутом жінкам заборонялося ділити майно і успадковувати його. За постановою сейму вимагалося утримання постійної (співмірної майну) збройної сили, готової захищати державу. Це було дорого, але мати велику армію було добре і за слабкої ефективності судового апарату держави забезпечувало безпеку. Кожен новий ординат, який приймав владу в ординації, присягав у церкві дотримуватися його статутів. Статути ординації змінювалися в 1590, 1591, 1593, 1601 і 1604 роках. Ян Замойський почав свою кар'єру з 4 сіл, успадкованих від його батька, хелмського каштеляна Станіслава Замойського. На початку створення ординації під контролем Яна Замойського вже було 2 міста і 39 сіл. Наприкінці його життя до складу ординації входили 6 міст і 149 сіл площею 3830 км² і називався «Замойське панство». Усе майно, що належало й орендоване в староствах канцлером Яном Замойським, налічувало 23 міста й 816 сіл і займало площу 17 500 км² (менш як 6 % нинішньої площі Польщі), було розкидано по всій Короні та Лівонії, створюючи більші кластери на Поділлі та навколо міста Замостя, заснованого гетьманом. Річний дохід канцлера оцінювався в 200 000 злотих. Для порівняння, середній річний дохід від села середнього розміру становив тоді близько 200 злотих, а всі витрати на переможну Полоцьку кампанію короля Стефана Баторія з 56-тисячною армією 1579 року коштували державній скарбниці приблизно 330 тисяч злотих. Центром ординації був Замосць, приватне місто-фортеця з університетом під назвою Замойська академія, друкарнею і судом (трибуналом). Завдяки майну ординація була значною мірою самостійною адміністративно-господарською одиницею, створюючи свого роду державу в державі.

## XVII століття
На чолі ординації стояв ординат, який був старшим сином попередника. Новий ординат щоразу затверджувався королем Речі Посполитої, а майнові суперечки, пов'язані з ординатом, мав право вирішувати коронний сейм. Серйозна криза настала після смерті бездітного 3-го ординату Яна Собіпана Замойського (1627—1665) 1665 року. У статуті Яна Замойського, засновника ординації, зазначалося: у перелічених маєтках ніхто, крім чоловіків, не походив від нього по прямій лінії (Ян Замойський), і лише один із них, за наказом … він завжди буде успадковувати вищезазначені блага і користуватися ними … Сестра покійного ордината Гризельда Вишневецька (1623—1672), дружина Ареми Вишневецького (1612—1651) і мати короля Михайла Корибута Вишневецького, і Станіслав Ян Конецпольський (1643—1682), як спадкоємці другої сестри Собвпана, Іоанни Барбари Конецпольської, заявили про свої претензії на замойську ординацію, посилаючись на загальні принципи спадкування, що діють в польському законодавстві. Їм протистояли представники молодшої лінії роду Замойських, що походить від двоюрідного діда засновника Мацея. Їх очолювали каштелян Чернігівський Здіслав Ян Замойський (? — 1670) і його син Марцін Замойський (1637—1689). Йшли суперечки в судах, на Сеймі і агітація серед шляхетства на користь кожної сторони. Гризельда Вишневецька, підтримана родиною Конецпольських, не надто дбала про претензії біднішої, менш впливової лінії Замойських і, не чекаючи остаточних рішень, захопила ординацію та інші володіння покійного Яна Собіпана. Вона володіла ними до своєї смерті в 1672 році, коли знову розгорілася суперечка за ординацію Яна Собіпана. Станіслав Ян Конецпольський, племінник Гризельди, силою забрав ординацію. Думка шляхетства, що чинило опір королев'ятам-магнатам, була на боці родини Замойських. Боротьба за ординацію була остаточна тільки після смерті короля Михайла Корибута Вишневецького, який підтримував свого двоюрідного брата і, таким чином, зазнав нападу з боку сім'ї Замойських. 1674 року коронний сейм подарував Марціну Замойському родову ординацію. Спадкоємці сестер Яна Собіпана отримали інші володіння покійного Яна Собіпана Замойського. Хоча вони були більші, ніж ординація, Станіслав Ян Конецпольський не міг змиритися з цим вироком і за допомогою приватної армії ускладнив вступ в спадкування 4-го ординату. Для усунення магната-узурпатора було потрібно тільки збройне втручання Люблінської знаті. Підтримка нового короля Речі Посполитої Яна Собеського також була на боці його соратника Марціна Замойського.

### Нова лінія ординатів
Шляхтич Марцін Замойський, 1676 року нарешті успадкував ординацію і, таким чином, висунувся у групу найбільших землевласників як Речі Посполитої, а й усієї Європи. Після цього провід в ординації залишалося в руках цієї лінії Замойських. Занепала і змучена сімейними сварками, вона потребувала ефективного керівника. Новий ординат прийняв виклик, про що свідчить Mappa Ordynacyey Panstwa Zamoyskiego, складена наприкінці його життя в 1688 році. У цей час у складі Замойської ординації було 9 міст: Замостя, Горай, Янів, Красник, Крешів, Щебрешин, Тарногород, Томашів, Туробин та 157 інших містечок. Крім маєтків, тут були скляні та металургійні заводи, млини, броварні та інше промислове обладнання. Також оновили Замойську академію. Співпраця Марціна Замойського з королем Яном Собеським та діяльність у державній сфері увінчалися посадою люблінського воєводи та великого скарбника коронного. І хоч наступні ординати не мали проблем зі своїми наступниками (багато з них мали численних дітей чоловічої статі), вони змогли збільшити свободи, також засновані на доходах від ординації, яких було достатньо для достатньої кількості молодших нащадків. Таким чином, виконувалася основна функція ординації, тобто запобігання збіднінню сім'ї.

## XVIII століття
Нова лінія ординатів не дала таких видатних особистостей, як канцлер Ян Замойський, але матеріальна міць роду взагалі використовувалася обдумано, і серед пізніших Замойських було багато визначних і знатних для Польщі людей. На початку XVIII століття під час Північної війни територія Замойської ординації зазнала руйнування. Після її завершення землевласники, що змінювали один одного, намагалися економічно підняти Замостя, створюючи нові поселення, промислові підприємства та центри рибництва, розвиваючи торгівлю. Для розвитку експорту зерна 7-й ординат Томаш Антоній Замойський побудував річкову флотилію приказу та річкові порти на річках Сян та Вісла. 1773 року 9-й ординат Ян Якуб Замойський у Звежинці заснував фарфоровий та миловарний завод. Будувалися нові палацові резиденції.

### Розділи Речі Посполитої
Перший розділ Речі Посполитої 1772 року розколов Замойську ординацію. У Речі Посполитій залишилося 4 міста та 39 сіл, організованих у 6 земських ключів, а 6 міст та 27 ключів із 150 селами увійшли до складу Австрійської імперії. Австрійці визнали юридичну самобутність ординації, але поділ між двома державами ускладнив управління ординацією. На той час ординація приносила 1 271 000 злотих річного доходу та 271 000 злотих прибутку. Прагнучи до прихильності імператора Йосифа II, 10-й ординат, польський державний діяч і великий канцлер коронний Анджей Замойський, приєднався до акції колонізації і поселив на своїх землях близько 100 німецьких сімей. Хороші відносини з двором сприяли утвердженню імператором Йосипом II 1786 року статуту про ординацію та визнання її правової та територіальної приналежності. У Речі Посполитій це викликало звинувачення проти Анджея Замойського та підозри в тому, що він хотів відокремити всі свої родові маєтки від Речі Посполитої, оскільки імператорська грамота незаконно застосовувалася і до польської частини ухвали.
Під час остаточного падіння Речі Посполитої Замойська ординація переживала важкі часи, оскільки її продовження залежало від волі держав, що розділяли республіку. Бажаючи убезпечити себе з боку Російської імперії і водночас уникаючи недвозначної заяви про приєднання до проросійської партії, 11-й ординат Олександр Август Замойський представив конфедератам медичну довідку, що підтверджує його тяжку хворобу. Це маневрування не захистило майно ординації від значної шкоди під час повстання Костюшка. Зрештою, вся Замойська ординація опинилася за владою Австрійської імперії, що забезпечило її мирний розвиток на кілька років. На той час у Томашеві була заснована порцелянова фабрика, на якій працювало 50 робітників, яка виробляла гончарні вироби та кам'яний посуд. Були також збудовані нові цегельні заводи та розвинена металургія заліза.

## XIX століття
1812 року резиденція ординації була перенесена до Звежинця. Причинами стали переговори з владою Великого герцогства Варшавського та плани передати фортецю Замостя державі. Зрештою, лише 1821 року місто та фортеця Замостя зі смугою землі за тисячу двісті ярдів від фортеці перейшли у власність уряду Царства Польського. Натомість сім'я Замойських отримала маєтки, що були в Мазовії та Підляшші. 12-й ординат Станіслав Костка Замойський (1775—1856), 1811 року заснував публічну бібліотеку Замойської ординації у Варшаві на основі приватних колекцій та Замойської академії, яка була ліквідована 1784 року.
Серйозні зміни до статуту вніс 13-й ординат Костянтин Замойський (1799—1866). 1833 року у Варшаві він заснував Центральне управління маєтків та інтересів Замойських, а головну адміністрацію у Звежинці поділив на адміністративний, юридичний, політичний та економічний відділи, на чолі кожного з яких стояв керуючий. Це було необхідно тому, що ординати часто мали справу не лише з управлінням майном, а й із громадською діяльністю, нерідко перебуваючи за кордоном. У той же час в ординації почали перетворювати кріпосне право на ренту з розрахунку 1 злотий на день поєднаного кріпосного права та 0,15 злотого на день пішки. 1844 року близько 90 % селян вже перебували в оренді. Реформа сприяла розвитку самої ординації та підвищення товарності селянських господарств. Щоб збільшити та стабілізувати дохід, більшість ферм було здано в оренду. Почалася планова лісогосподарська діяльність. У ХІХ столітті площа ординації становила 373 723 га, у ній проживало 107 764 осіб. На його території було 9 міст: Горай, Янів, Юзефів, Красник, Кшешів, Щебжешин, Тарногород, Томашів і Туробін, 291 село, 116 ферм, 41 млин, 8 пивоварних заводів, 7 винокурних заводів, маслоробня, ясла цех, лісопильні, цегельні, печі для випалення вапна. Весь проєкт щорічно приносив близько 1,4 млн злотих прибутку.

### Після звільнення селян
Звільнення селян у Царстві Польському 1864 року скоротило площу Замойської ординації більш ніж наполовину. Доходи значно впали, оскільки селяни перестали платити орендну плату. Крім того, серйозним тягарем і яблуком розбрату стали сервітути, тобто права майже 16 000 селянських господарств на звичайне використання пасовищ і лісів. 14-й ординат Томаш Францішек Замойський (1832—1889) запропонував селянам землю за звільнення від сервітуту. У 1870—1890 роках вона обійшлася йому в 2900 га, і домовитися вдалося тільки з 43 селами з майже трьохсот. Ці проблеми не означали, що майоратська лінія родини Замойських впала в злидні. Ефективно керований майорат (все управління було переведено в Звіжинець, залишивши тільки особисту резиденцію ордината у Варшаві), який, як і раніше, приносив величезні доходи від ферм, лісового господарства, промисловості та торгівлі. У Міхайлові недалеко від Щебжешина ординація розширила палац Клеменсів, який відтоді став головною резиденцією сім'ї, поруч із Блакитним палацом у Варшаві. Томаш Францішек Замойський відновив згаслу бібліотеку ординації. Він перебудував її будівлю і купив близько 20 000 томів. 1885 року в бібліотеці Замойської ординації розташовувалися великі нумізматичні колекції, унікальні архівні колекції, цінні національні пам'ятні речі та колекція з 52 705 найменувань. До найцінніших творів належали: Тинецький сакраментарій XI століття, частина Супрасльського кодексу XI століття, що є однією з двох, окрім Савиної книги, пам'яток староцерковної мови, рукопис XIV століття Хроніка Галла Аноніма і багато інших важливих літературних творів.

## XX століття
Напередодні Першої світової війни Замойська ординація була квітучим підприємством. Вона складалася зі 156 хуторів, розділених між трьома земельними ключами (годишівським, княгинепольським та звежинецьким) та так званою Адміністрацією Міхалова. Було 36 млинів, 15 лісоуправлінь, 14 цегельних заводів, 3 пивоварні заводи, 3 печі для випалення вапна, 2 лісопильні, цукровий завод у Клеменсові, фабрика виробів з дерева, завод з виробництва насіння, клінкерний завод та кар'єри. Була організована вузькоколійна залізниця (Плоск біля Замосца — Клеменсов).
Під час Революції в Росії було втрачено грошовий капітал статутного та особистого капіталу п'ятнадцятого ордината Маврикія Клеменса Замойського (1871—1939), що зберігалися у місцевих банках. Крім того, Перша світова війна завдала значних грошових та матеріальних збитків майну ординації. Не оминула ординацію і Польсько-радянська війна 1920 року. Армія Семена Будьонного пограбувала Клеменський палац та зруйнувала інші промислові підприємства. Загальні втрати ординації в 1914—1921 роках оцінювалися в 8 500 000 рублів. Маврикій Замойський, який активно працював у Парижі за створення незалежної Польщі, а потім контркандидат Габріеля Нарутовича на пост президента, у 1920 році для покриття витрат на постачання зброї до Польщі передав ординацію як заклад французькому уряду.

### У Другій Польській Республіці
1922 року Замойська ординація займала 190 279 га і була найбільшим маєтком у Другій Польській Республіці. Були здані в оренду земські ключі: Годзишовський (11 464 га), Ксенжопольський (13 072 га) та Звежинецький (20 323 га). У їхньому власному управлінні були: маєток Міхалюв (1529 га), ферми у Звежинці (139 га) та Флоріанці (123 га). Основою для управління постановою стали ліси площею 143620 га, зосереджені в 15 лісництвах. Маврикій Клеменс Замойський, 15-й ординат — громадський діяч та політик, керував майном за допомогою не завжди путящих адміністраторів. Хоча ціною 76 607 га землі вдалося остаточно вирішити питання про кріпосне право до 1933 року, але доходи продовжували зменшуватися, а борг зростав. Для їх ліквідації ординат отримав дозвіл президента держави на продаж 23,5 тисячі га лісу. Оскільки цього було недостатньо, довелося здати за борги кілька ферм та продати державі ще 9200 га лісу. Тільки в середині 1930-х років ординація на той момент налічувала 61 000 га і засновувала свій дохід здебільшого на лісокористуванні. Колишні економічні негаразди ускладнили досягнення багатьох цілей у соціальній та культурній сфері. Проте, завдяки фінансуванню з маєтку постанови вдалося значно поповнити фонд Варшавської бібліотеки та відкрити у ній сучасну читальну залу. У 1930-х роках бібліотека налічувала понад 100 000 тисяч томів та 9 тисяч цінних рукописів.
У 1939 році до складу ординації входили 56 199 га лісу, два земельні ключі: Міхалюв (1484 га) і Звежинець (3242 га) і два господарства: Звежинець (104 га) і Флоріанка (54 га), садовий розплідник, кілька 3 лісопильні, 3 млини, печі для випалення вапна, пивоварний завод, цукровий завод у Клеменсові, завод з виробництва виробів з дерева, клінкерний завод, кам'яний рудник, піщаний кар'єр та завод з виробництва насіння. Реорганізоване майно щорічно приносило близько 2 мільйонів злотих чистого прибутку. Ферми та промислові підприємства давали роботу багатьом мешканцям.

### Німецька окупація
У вересні 1939 року Бібліотека Замойської ординації у Варшаві та сусідній Блакитний палац зазнали серйозних втрат. Тоді було спалено 2000 рукописів та 700 старих документів. Під час Варшавського повстання будівля бібліотеки була підпалена німцями. З безцінних колекцій збереглися лише деякі роботи. Руйнування також торкнулися земських територій ординації.
Наприкінці 1939 року окупаційна влада взяла на себе нагляд за Замойською ординацією. 16-й та останній ординат Ян Томаш Замойський був практично усунений від впливу на ординацію. Німці ефективно керували сільськогосподарськими угіддями. Проведено механізацію польових робіт, покращено структуру посівів, прибрано пари. Проте проблема полягала у надмірній експлуатації головного блага ординації — лісів. Ординат і лісова служба завдяки самовідданості та обманам, які вводили в оману німецьких адміністраторів щодо фактичної вартості деревного матеріалу, змогли захистити найцінніші ділянки лісу від вирубки. Значною мірою тут було засновано Розточаньський національний парк.

### Ліквідація ординації
На час вступу Червоної армії ділянка площею 59 054 га все ще була великим, ефективно організованим земельним господарством з безліччю промислових підприємств, що приносили дохід. Його існування закінчилося декретом Польського комітету національного визволення від 6 вересня 1944 року про Земельну реформу. Майже відразу ж було розпочато розділ ріллі, який було завершено до листопада. 1208 польських сімей отримали 2764 га землі. Інші землі було виділено радгоспам. Основне майно, тобто 54 889 га лісів, було передано державі відповідно до декрету Польського комітету національного визволення від 12 грудня 1944 року про націоналізацію лісів. В обмін на вилучену власність ординат отримав право на платню державного службовця VI розряду. Формально Замойська ординація (управління та чиновники) припинило своє існування 21 лютого 1945 року.

## Замойські ординати
I. 1589—1605: Ян Замойський (1542—1605), великий гетьман коронний, великий канцлер коронний.
ІІ. 1605—1638: Томаш Замойський (1594—1638), єдиний син великого гетьмана коронного та великого канцлера коронного Яна Замойського, великий коронний канцлер.
ІІІ. 1638—1665: Ян Собіпан Замойський (1627—1665), єдиний син попереднього, воєвода сандомирський.
Суперечки з приводу ординації та її перехід до молодшої лінії сім'ї Замойських.
IV. 1676—1689: Марцін Замойський (1637—1689), син каштеляна чернігівського Здислава Яна Замойського (пом. 1670), люблінський воєвода, великий скарбник коронний.
Регентство через неповноліття спадкоємця
V. 1704—1725: Томаш Юзеф Замойський (1678—1725), старший син попереднього, полковник.
VI. 1725—1735: Міхал Здіслав Замойський (1679—1735), молодший брат попереднього, воєвода смоленський
VII. 1735—1751: Томаш Антоній Замойський (1707—1752), старший син попереднього.
Регентство через неповноліття спадкоємця
VIII. 1760—1767: Клеменс Єжи Замойський (1747—1767), син попереднього, полковник.
IX. 1767—1777: Ян Якуб Замойський (1716—1790), другий син воєводи смоленського Михайла Здислава Замойського (бл. 1679—1735), воєвода подільський.
X. 1777—1792: Анджей Замойський (1716—1792), третій син воєводи смоленського Михайла Здислава Замойського (бл. 1679—1735), канцлер великий коронний.
XI. 1792—1800: Александр Август Замойський (1770—1800), старший син попереднього.
XII. 1800—1835 Станіслав Костка Замойський (1775—1856), молодший брат попереднього, голова Сенату Царства Польського.
XIII. 1835—1866: Костянтин Замойський (1799—1866), старший син попереднього.
XIV. 1866—1889: Томаш Францішек Замойський (1832—1889), старший син попереднього.
XV. 1892—1939: Маврицій Клеменс Замойський (1871—1939), старший син попереднього, міністр закордонних справ.
XVI. 1939—1946: Ян Томаш Замойський (1912—2002), старший син попереднього, сенатор 2-го скликання Сенату Польщі.